# كريستيان فالديز
كريستيان فالديز (بالإسبانية: Christian Valdez) (5 مايو 1984 في المكسيك - ) هو لاعب كرة قدم مكسيكي في مركز الوسط. لعب مع نادي أطلس ونادي بويبلا ونادي تشياباس ونادي موريليا الرياضي.

## وصلات خارجية
- كريستيان فالديز على موقع قاعدة بيانات كرة القدم.إي يو (الإنجليزية)
- كريستيان فالديز على موقع Soccerway.com (الإنجليزية)
- كريستيان فالديز على موقع AS.com (الإسبانية)